# Stephan Santelmann

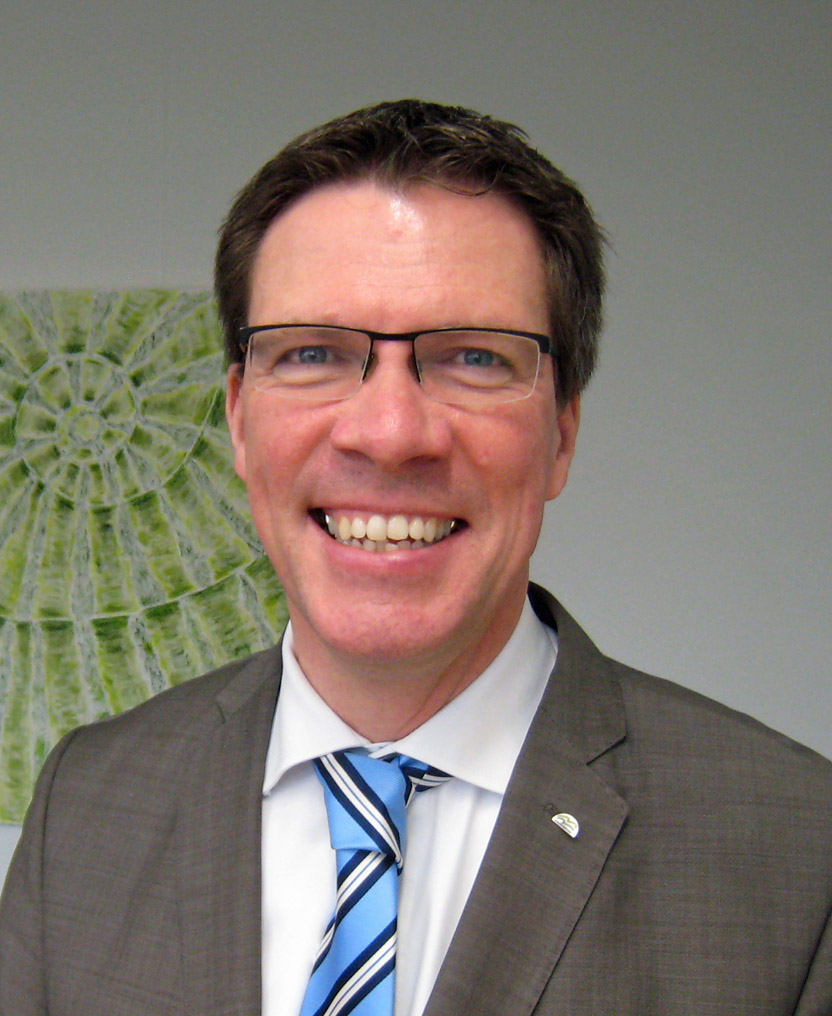
Stephan Santelmann (2018)

Stephan Santelmann (* 26. Oktober 1965 in Hamburg) ist ein deutscher Politiker (CDU). Seit November 2017 ist er Landrat des Rheinisch-Bergischen Kreises.

## Beruflicher Werdegang
Nach dem Abitur und dem absolvierten Wehrdienst in Lüneburg studierte er in Münster und Bonn Politik, Geschichte und Verwaltungsrecht. Seine berufliche Laufbahn begann er 1993 im Bundesministerium für Familie und Senioren, bei dem er als Persönlicher Referent zunächst von Staatssekretär Albrecht Hasinger und anschließend bei Familienministerin Hannelore Rönsch war. 1994–1999 folgten Stationen in der CDU/CSU-Bundestagsfraktion als Referent der stellvertretenden Fraktionsvorsitzenden Hannelore Rönsch. Mit dem Umzug des Bundestags nach Berlin wechselte er als Mitarbeiter zur Stadtverwaltung Köln zunächst als Referent beim Oberbürgermeister der Stadt Köln, Harry Blum, und nach dessen Tod bei Oberbürgermeister Fritz Schramma. 2003 wurde er mit 37 Jahren Leiter des Kölner Amtes für Soziales und Senioren. Dieses Amt verantwortete er 14 Jahre lang.
Am 8. Oktober 2017 wurde Stephan Santelmann in direkter Wahl zum Landrat des Rheinisch-Bergischen Kreises gewählt. Als Landrat nimmt Stephan Santelmann eine Vielzahl von Funktionen und Verantwortlichkeiten wahr. Im Kreis ist er Vorsitzender des Kreistages und Leiter der Kreisverwaltung. Er ist Leiter der Kreispolizeibehörde mit über 450 Polizistinnen und Polizisten. Im kommunalen Verbund ist er Vorsitzender des Polizeiausschusses beim Landkreistag NRW und Mitglied im Vorstand des Landkreistages. Weitere Aufgaben nimmt er als Verbandsvorsteher des Verkehrsverbundes go.Rheinland, als stellvertretender Verbandvorsteher des Verkehrsverbund Rhein-Sieg (VRS) und als Aufsichtsratsvorsitzender der Regionalverkehr Köln GmbH (RVK). Regional ist Landrat Stephan Santelmann Vorsitzender der Kommunalen Arbeitsgemeinschaft Bergisch Land (KAG) und Mitglied des Vorstandes des Region Köln/Bonn e. V. Im Januar 2024 kündigte Santelmann an, bei der Landratswahl 2025 nicht erneut zu kandidieren.
Privat ist Stephan Santelmann ist in Köln-Porz zuhause, lebt dort mit seiner Frau und den beiden gemeinsamen Söhnen. Er ist Mitglied der CDU und der CDA und ist evangelisch.